# Mengkofen
Mengkofen – miejscowość i gmina w Niemczech, w kraju związkowym Bawaria, w rejencji Dolna Bawaria, w regionie Landshut, w powiecie Dingolfing-Landau. Leży ok. 10 km na północ od Dingolfing.

## Demografia
Dane o ludności z 31 grudnia 2008:
| Opis                                | Ogółem | Ogółem | Kobiety | Kobiety | Mężczyźni | Mężczyźni |
| ----------------------------------- | ------ | ------ | ------- | ------- | --------- | --------- |
| Jednostka                           | osób   | %      | osób    | %       | osób      | %         |
| Populacja                           | 5689   | 100    | 2817    | 49,52   | 2872      | 50,48     |
| Wiek przedprodukcyjny (0–17 lat)    | 1110   | 19,51  | 527     | 9,26    | 583       | 10,25     |
| Wiek produkcyjny (18–65 lat)        | 3587   | 63,05  | 1718    | 30,2    | 1869      | 32,85     |
| Wiek poprodukcyjny (powyżej 65 lat) | 992    | 17,44  | 572     | 10,05   | 420       | 7,38      |

## Polityka
Wójtem jest Karl Maier, wcześniej urząd ten sprawował Josef Forster. Rada gminy składa się z 20 osób.
|      | CSU | SPD/AB | ABL/FW | TBL | Razem |
| 2008 | 7   | 5      | 6      | 2   | 20    |
| 2002 | 9   | 4      | 7      | -   | 20    |

## Zabytki
- kościół pw. Wniebowstąpienia NMP (Mariä Himmelfahrt) wybudowany w 1852 wg projektu  Leonharda Schmidtnera